# Новопразька селищна рада
Новопра́зька се́лищна ра́да — адміністративно-територіальна одиниця та орган місцевого самоврядування в Олександрійському районі Кіровоградської області. Адміністративний центр — селище міського типу Нова Прага.

## Загальні відомості
- Населення ради: 8222 особи (станом на 2001 рік)

## Населені пункти
Селищній раді підпорядковані населені пункти:
- смт Нова Прага
- с. Григорівка
- с. Лозуватка
- с. Олександро-Пащенкове
- с. Шарівка
- с. Квітневе
- с. Гайове
- с. Пантазіївка

## Склад ради
Рада складається з 30 депутатів та голови.
- Голова ради: Горбенко Ольга Григорівна
- Секретар ради: Книшенко Ольга Федорівна

### Керівний склад попередніх скликань
| Прізвище, ім'я, по батькові | Основні відомості                                                        | Дата обрання | Дата звільнення |
| --------------------------- | ------------------------------------------------------------------------ | ------------ | --------------- |
| Сологуб Віталій Миколайович | Селищний голова, 1970 року народження, член Народної партії              | 26.03.2006   | 01.05.2007      |
| Горбенко Ольга Григорівна   | Селищний голова, 1963 року народження, освіта вища, позапартійна         | 19.08.2007   | 31.10.2010      |
| Горбенко Ольга Григорівна   | Селищний голова, 1963 року народження, освіта вища, член Партії регіонів | 31.10.2010   |                 |

Примітка: таблиця складена за даними сайту Верховної Ради України

### Депутати
За результатами місцевих виборів 2010 року депутатами ради стали:

#### За суб'єктами висування
| Суб'єкт висування | Кількість обраних депутатів | %    |
| ----------------- | --------------------------- | ---- |
| Партія регіонів   | 28                          | 93,3 |
| Самовисування     | 2                           | 6,7  |

#### За округами
| № округу        | Прізвище, ім'я, по батькові     | Дата визнання обраним | Освіта  | Партійна приналежність | Відомості про обраного депутата                                                           |
| --------------- | ------------------------------- | --------------------- | ------- | ---------------------- | ----------------------------------------------------------------------------------------- |
| Партія регіонів |                                 |                       |         |                        |                                                                                           |
| 1               | Ткач Сергій Максимович          | 05.11.2010            | вища    | член Партії регіонів   | фермерське господарство "Луч", голова                                                     |
| 2               | Крившенко Наталія Михайлівна    | 05.11.2010            | вища    | член Партії регіонів   | Новопразька загальноосвітня школа-інтернат І-ІІ ст., вчитель                              |
| 3               | Луценко Любов Іванівна          | 05.11.2010            | вища    | член Партії регіонів   | Новопразький дошкільний навчальний заклад №2 "Журавлик", завідувачка                      |
| 4               | Димчук Алла Миколаївна          | 05.11.2010            | вища    | член Партії регіонів   | тимчасово не працює                                                                       |
| 5               | Моздолевська Тетяна Миколаївна  | 05.11.2010            | вища    | член Партії регіонів   | Новопразький будинок дитячої та юнацької творчості, керівник гуртка                       |
| 6               | Скороход Вікторія Валентинівна  | 05.11.2010            | середня | член Партії регіонів   | приватний підприємець                                                                     |
| 7               | Федяєва Наталія Анатоліївна     | 05.11.2010            | вища    | член Партії регіонів   | Новопразька загальноосвітня школа І-ІІІ ст., директор                                     |
| 8               | Сафронова Ірина Антонівна       | 05.11.2010            | вища    | член Партії регіонів   | Новопразька селищна рада, спецаліст                                                       |
| 9               | Федорова Ірина Миколаївна       | 05.11.2010            | вища    | член Партії регіонів   | Новопразький навчально-виховний комплекс, заступник директора                             |
| 10              | Лещенко Тетяна Миколаївна       | 05.11.2010            | вища    | член Партії регіонів   | Новопразька селищна рада, спеціаліст                                                      |
| 11              | Гейко Василь Анатолійович       | 05.11.2010            | вища    | член Партії регіонів   | Новопразька загальноосвітня школа-інтернат І-ІІ ст., заступник директора                  |
| 13              | Димчук Людмила Вікторівна       | 05.11.2010            | вища    | член Партії регіонів   | Новопразька загальноосвітня школа-інтернат І-ІІ ст., вчитель                              |
| 14              | Зубов Віктор Борисович          | 05.11.2010            | вища    | член Партії регіонів   | тимчасово не працює                                                                       |
| 15              | Гейко Людмила Петрівна          | 05.11.2010            | вища    | член Партії регіонів   | Новопразький навчально-виховний комплекс, вчитель                                         |
| 16              | Решетняк Віталій Сергійович     | 05.11.2010            | вища    | член Партії регіонів   | Новопразька дорожня дільниця філія Кантівської дорожньо-експлуатаційної дільниці, майстер |
| 17              | Півняк Ірина Григорівна         | 05.11.2010            | вища    | член Партії регіонів   | Новопразький навчально-виховний комплекс, заступник директора                             |
| 18              | Книшенко Ольга Федорівна        | 05.11.2010            | вища    | член Партії регіонів   | Новопразька селищна рада, секретар виконкому                                              |
| 19              | Демура Володимир Іванович       | 05.11.2010            | вища    | член Партії регіонів   | Новопразька загальноосвітня школа І-ІІІ ст. №2, вчитель                                   |
| 20              | Каніковська Людмила Яківна      | 05.11.2010            | вища    | член Партії регіонів   | пенсіонер                                                                                 |
| 21              | Препелица Віктор Георгійович    | 05.11.2010            | вища    | член Партії регіонів   | ТОВ "УкрАгроКом", зав. майстерні                                                          |
| 22              | Мельник Надія Борисівна         | 05.11.2010            | вища    | член Партії регіонів   | Олександрівська районна лікарня ветеринарної медицини, лікар ветмедицини                  |
| 23              | Коновалова Валентина Григорівна | 05.11.2010            | вища    | член Партії регіонів   | Новопразька загальноосвітня школа І-ІІ ст., директор                                      |
| 24              | Третяк Олена Миколаївна         | 05.11.2010            | вища    | член Партії регіонів   | Новопразька районна лікарня №1, дезинфектор                                               |
| 26              | Гаркуша Наталія Миколаївна      | 05.11.2010            | вища    | член Партії регіонів   | Новопразька селина рада, інспектор військово-облікового столу                             |
| 27              | Калюта Наталія Володимирівна    | 05.11.2010            | вища    | член Партії регіонів   | Новопразька районна лікарня №1, медична сестра                                            |
| 28              | Шуліка Ольга Володимирівна      | 05.11.2010            | вища    | член Партії регіонів   | Новопразька селищна рада, головний бухгалтер                                              |
| 29              | Кононенко Анатолій Олексійович  | 05.11.2010            | вища    | член Партії регіонів   | Новопразька селищна рада, спеціаліст- землевпорядник                                      |
| 30              | Карпотя Володимир Борисович     | 05.11.2010            | вища    | член Партії регіонів   | приватний підприємець                                                                     |
| Самовисування   |                                 |                       |         |                        |                                                                                           |
| 12              | Мітленко Лариса Олександрівна   | 05.11.2010            | вища    | позапартійна           | Новопразький навчально-виховний комплекс, заступник директора з науково-методичної роботи |
| 25              | Гейко Галина Олександрівна      | 05.11.2010            | вища    | позапартійна           | Новопразька загальноосвітня школа І-ІІ ст., вчитель початкових класів                     |